# T-S 70
T-S 70 je izolovaný pěchotní srub těžkého opevnění na Trutnovsku umístěný na pravém křídle tvrze Stachelberg. Srub byl vybudován jako součást opevnění Československa před 2. světovou válkou.

## Poloha
Poloha umístění izolovaného srubu byla jižně od tvrze Stachelberg na jejím pravém křídle. Umístění srubu bylo výjimečně posunuto o 520 m za obrannou linii na severozápadním svahu vrcholu Baba, výškově pod srubem izolované dělostřelecké pozorovatelny T-St-S 76a.
Toto umístění bylo zvoleno z důvodu palebného pokrytí terénního zářezu, který nebylo možno pokrýt palbou z tvrzového srubu T-St-S 71.

## Výzbroj
Ze strategického důvodu palebného pokrytí terénu byl palebný vějíř hlavní výzbroje rozšířen na 85° (úhlové stupně). Srub byl projektován jako palebně levostranný, tedy směrem ke srubům T-St-S 71 a T-St-S 76 dělostřelecké tvrze. Srub byl osazen dvěma lehkými kulomety pro krytí vstupu, jedním lehkým kulometem v kopuli, pod betonem pak kanónem se spřaženým kulometem a těžkým kulometným dvojčetem a těžkým kulometným dvojčetem umístěným v kopuli.

T-S 70
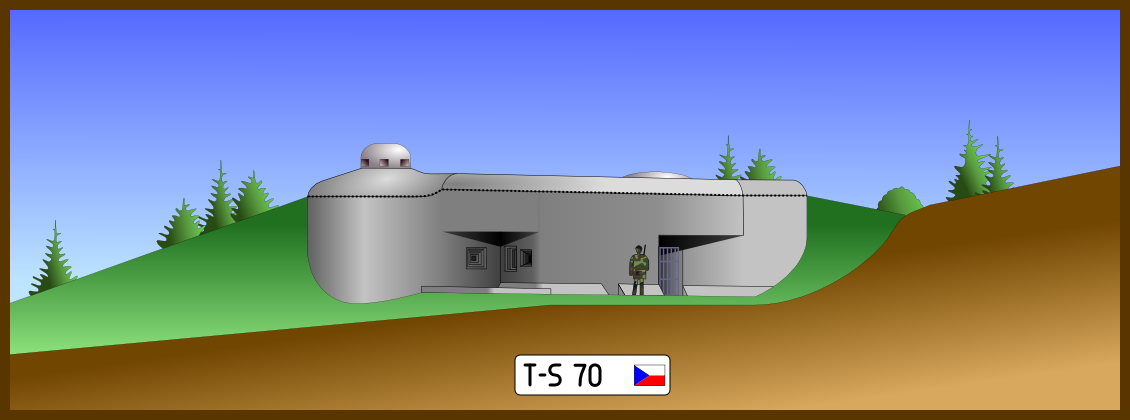
Pěchotní srub T-S 70
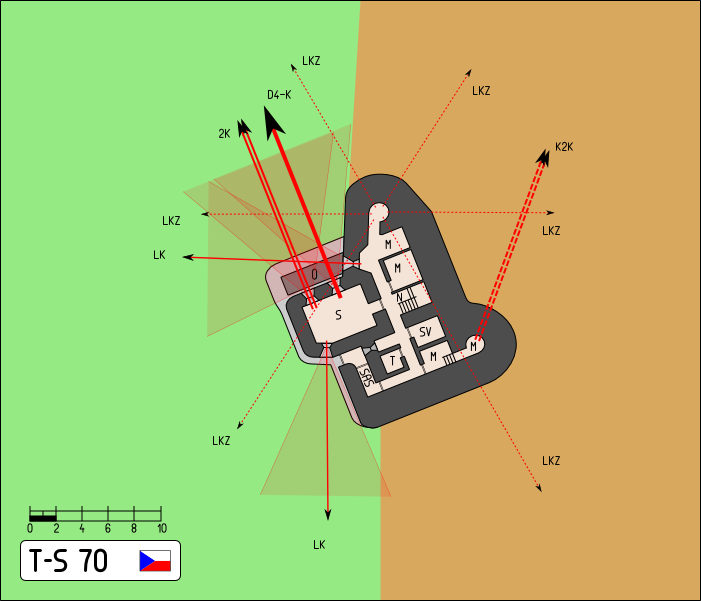
Horní patro srubu LK – lehký kulomet LKZ – l. kulomet zvon D4-K – kanón + t. kulomet K2K – t. kulomet, dvojče, kopule 2K – těžký kulomet, dvojče 0 – diamantový příkop S – střílna SAS – přechodová komora M – Munice SV – stanoviště velitele N – nádrže T – telefonní ústředna
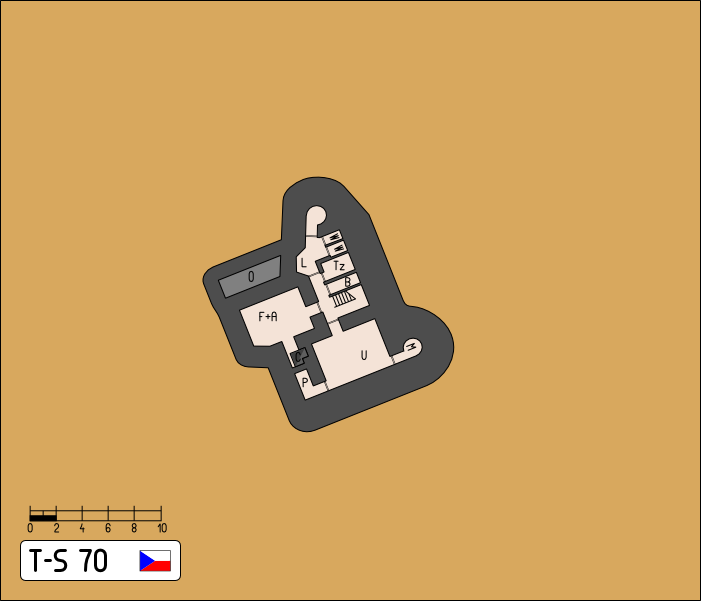
Dolní patro srubu F+A – filtrovna, strojovna L – umyvárna W – záchod Tz – zemní telegraf B – pohonné hmoty U – ubikace C – studna

- Horní patro srubu
LK – lehký kulomet
LKZ – l. kulomet zvon
D4-K – kanón + t. kulomet
K2K – t. kulomet, dvojče, kopule
2K – těžký kulomet, dvojče
0 – diamantový příkop
S – střílna
SAS – přechodová komora
M – Munice
SV – stanoviště velitele
N – nádrže
T – telefonní ústředna
- Dolní patro srubu
F+A – filtrovna, strojovna
L – umyvárna
W – záchod
Tz – zemní telegraf
B – pohonné hmoty
U – ubikace
C – studna

## Výstavba
K 1. říjnu 1938 provedena betonáž v obsahu 1.104 m3, osazena vstupní mříž, vyzděny vnitřní příčky, omítky, objekt z části vybaven kulomety. Venkovní úpravy provedeny jen částečně. Nebyly osazeny protiplynové uzávěry, bez zvonů a kopule, bez elektroinstalace, vzduchotechniky a vodoinstalace.